# Telescopus variegatus
Espèce
Synonymes
- Dipsas variegata Reinhardt, 1843
- Tarbophis dipsadomorphoides Ahl, 1925

Statut de conservation UICN

 LC  : Préoccupation mineure
Telescopus variegatus  est une espèce de serpents de la famille des Colubridae.

## Répartition
Cette espèce se rencontre au Cameroun, en République centrafricaine, au Nigeria, en Guinée-Bissau, au Bénin, au Togo, au Ghana, en Côte d'Ivoire, au Sierra Leone, en Guinée, en Gambie, au Sénégal, au Mali, au Burkina Faso, au Niger et au Tchad.

## Publication originale
- Reinhardt, 1843 : Beskrivelse af nogle nye Slangearter. Det Kongelige Danske videnskabernes Selskabs Skrifter, vol. 10, p. 233-279 (texte intégral).